# Rodney Wallace
Rodney Wallace (San José, 17 juni 1988) is een Costa Ricaans voormalig voetballer die doorgaans speelde als middenvelder. Tussen 2009 en 2021 was hij actief voor D.C. United, Portland Timbers, Sport Recife, New York City, Sporting Kansas City en opnieuw Portland Timbers. Wallace maakte in 2011 zijn debuut in het Costa Ricaans voetbalelftal en kwam uiteindelijk tot tweeëndertig interlandoptredens.

## Clubcarrière
Wallace verhuisde met zijn familie naar de Verenigde Staten toe hij negen jaar oud was. Hier speelde hij in de jeugd bij Maryland Terrapins. In januari 2009 werd hij door D.C. United gekozen in de MLS SuperDraft. Zijn debuut maakte Wallace op 22 maart 2009, toen op bezoek bij LA Galaxy met 2–2 gelijkgespeeld werd. Door goals van Christian Gómez en Chris Pontius kwam D.C. United op voorsprong, waarna Landon Donovan en Israel Sesay de tegentreffers voor hun rekening namen. Wallace mocht van coach Tom Soehn in de basis starten en hij speelde de gehele negentig minuten mee. Na twee seizoenen, waarin hij negenendertig competitiewedstrijden speelde, werd de Costa Ricaan geruild tegen Dax McCarty, waardoor hij terechtkwam bij Portland Timbers. Vijf seizoenen later maakte Wallace een transfer naar Europa, waar hij voor Arouca ging spelen. Bij de Portugese club speelde hij slechts twaalf minuten mee in twee competitiewedstrijden en na twee maanden nam Sport Recife de middenvelder over. New York City haalde Wallace in februari 2017 terug naar de Verenigde Staten. In december 2018 stapte de Costa Ricaan transfervrij over naar Sporting Kansas City, waar hij voor één jaar tekenen. Voor deze club speelde Wallace maar één wedstrijd, waarna hij vertrok. Hij tekende in 2021 voor één dag bij Portland Timbers, zodat hij als speler van die club op drieëndertigjarige leeftijd een punt achter zijn loopbaan kon zetten.

## Clubstatistieken
| Seizoen | Club                 | Competitie          | Competitie | Competitie | Beker | Beker | Internationaal | Internationaal | Totaal | Totaal |
| Seizoen | Club                 | Competitie          | Wed.       | Dlp.       | Wed.  | Dlp.  | Wed.           | Dlp.           | Wed.   | Dlp.   |
| ------- | -------------------- | ------------------- | ---------- | ---------- | ----- | ----- | -------------- | -------------- | ------ | ------ |
| 2009    | D.C. United          | Major League Soccer | 28         | 3          | 0     | 0     | 7              | 0              | 35     | 3      |
| 2010    | D.C. United          | Major League Soccer | 11         | 0          | 0     | 0     | —              | —              | 11     | 0      |
| 2011    | Portland Timbers     | Major League Soccer | 25         | 2          | 0     | 0     | —              | —              | 25     | 2      |
| 2012    | Portland Timbers     | Major League Soccer | 19         | 1          | 0     | 0     | —              | —              | 19     | 1      |
| 2013    | Portland Timbers     | Major League Soccer | 31         | 7          | 2     | 0     | —              | —              | 33     | 7      |
| 2014    | Portland Timbers     | Major League Soccer | 17         | 5          | 2     | 0     | 4              | 0              | 23     | 5      |
| 2015    | Portland Timbers     | Major League Soccer | 38         | 3          | 2     | 1     | —              | —              | 40     | 4      |
| 2015/16 | Arouca               | Primeira Liga       | 2          | 0          | 0     | 0     | —              | —              | 2      | 0      |
| 2016    | Sport Recife         | Série A             | 24         | 4          | 0     | 0     | 1              | 0              | 25     | 4      |
| 2017    | New York City        | Major League Soccer | 28         | 4          | 0     | 0     | —              | —              | 28     | 4      |
| 2018    | New York City        | Major League Soccer | 18         | 1          | 0     | 0     | —              | —              | 18     | 1      |
| 2019    | Sporting Kansas City | Major League Soccer | 1          | 0          | 0     | 0     | —              | —              | 1      | 0      |
| 2020    | —                    | —                   | —          | —          | —     | —     | —              | —              | —      | —      |
| 2021    | Portland Timbers     | Major League Soccer | 0          | 0          | 0     | 0     | —              | —              | 0      | 0      |
| Totaal  | Totaal               | Totaal              | 242        | 30         | 6     | 1     | 12             | 0              | 260    | 31     |

## Interlandcarrière
Wallace maakte zijn debuut in het Costa Ricaans voetbalelftal op 2 september 2011, toen met 0–1 gewonnen werd van de Verenigde Staten. De middenvelder moest van interim-bondscoach Rónald González als wisselspeler aan het duel beginnen en viel na eenenzestig minuten in voor Randall Brenes. Vijf minuten na zijn invalbeurt maakte Wallace het enige doelpunt van de wedstrijd. De andere debutanten dit duel waren Daniel Colindres (Deportivo Saprissa) en Keismer Powell (Brujas). Wallace werd in mei 2018 door Óscar Antonio Ramírez opgenomen in de selectie van Costa Rica voor het wereldkampioenschap in Rusland. Op dit toernooi werd achtereenvolgens verloren van Servië (0–1) en Brazilië (2–0), waarna tegen Zwitserland nog een puntje werd behaald: 2–2. Wallace speelde alleen tegen Zwitserland mee.
| Interlands van Rodney Wallace voor Costa Rica | Interlands van Rodney Wallace voor Costa Rica | Interlands van Rodney Wallace voor Costa Rica | Interlands van Rodney Wallace voor Costa Rica | Interlands van Rodney Wallace voor Costa Rica | Interlands van Rodney Wallace voor Costa Rica | Interlands van Rodney Wallace voor Costa Rica |
| №                                             | Datum                                         | Wedstrijd                                     | Uitslag                                       | Competitie                                    | Goals                                         |                                               |
| Als speler bij Portland Timbers               | Als speler bij Portland Timbers               | Als speler bij Portland Timbers               | Als speler bij Portland Timbers               | Als speler bij Portland Timbers               | Als speler bij Portland Timbers               | Als speler bij Portland Timbers               |
| --------------------------------------------- | --------------------------------------------- | --------------------------------------------- | --------------------------------------------- | --------------------------------------------- | --------------------------------------------- | --------------------------------------------- |
| 1                                             | 2 september 2011                              | Verenigde Staten – Costa Rica                 | 0 – 1                                         | Vriendschappelijk                             | 66'                                           |                                               |
| 2                                             | 6 september 2011                              | Ecuador – Costa Rica                          | 4 – 0                                         | Vriendschappelijk                             |                                               |                                               |
| 3                                             | 11 december 2011                              | Cuba – Costa Rica                             | 1 – 1                                         | Vriendschappelijk                             |                                               |                                               |
| 4                                             | 22 december 2011                              | Venezuela – Costa Rica                        | 0 – 2                                         | Vriendschappelijk                             | 41'                                           |                                               |
| 5                                             | 29 februari 2012                              | Wales – Costa Rica                            | 0 – 1                                         | Vriendschappelijk                             |                                               |                                               |
| 6                                             | 1 juni 2012                                   | Guatemala – Costa Rica                        | 1 – 0                                         | Vriendschappelijk                             |                                               |                                               |
| 7                                             | 7 september 2012                              | Costa Rica – Mexico                           | 0 – 2                                         | WK 2014 kwalificatie                          |                                               |                                               |
| 8                                             | 11 september 2012                             | Mexico – Costa Rica                           | 1 – 0                                         | WK 2014 kwalificatie                          |                                               |                                               |
| 9                                             | 12 oktober 2012                               | El Salvador – Costa Rica                      | 0 – 1                                         | WK 2014 kwalificatie                          |                                               |                                               |
| 10                                            | 18 januari 2013                               | Costa Rica – Belize                           | 1 – 0                                         | Copa Centroamericana 2013                     |                                               |                                               |
| 11                                            | 20 januari 2013                               | Costa Rica – Nicaragua                        | 2 – 0                                         | Copa Centroamericana 2013                     |                                               |                                               |
| 12                                            | 22 januari 2013                               | Costa Rica – Guatemala                        | 1 – 1                                         | Copa Centroamericana 2013                     |                                               |                                               |
| 13                                            | 25 januari 2013                               | Costa Rica – El Salvador                      | 1 – 0                                         | Copa Centroamericana 2013                     | 72'                                           |                                               |
| 14                                            | 27 januari 2013                               | Costa Rica – Honduras                         | 1 – 0                                         | Copa Centroamericana 2013                     |                                               |                                               |
| 15                                            | 9 juli 2013                                   | Costa Rica – Cuba                             | 3 – 0                                         | Gold Cup 2013                                 |                                               |                                               |
| 16                                            | 16 juli 2013                                  | Verenigde Staten – Costa Rica                 | 1 – 0                                         | Gold Cup 2013                                 |                                               |                                               |
| 17                                            | 7 september 2014                              | Costa Rica – Panama                           | 2 – 2                                         | Copa Centroamericana 2014                     |                                               |                                               |
| 18                                            | 15 december 2015                              | Costa Rica – Nicaragua                        | 1 – 0                                         | Vriendschappelijk                             |                                               |                                               |
| Als speler bij Sport Recife                   |                                               |                                               |                                               |                                               |                                               |                                               |
| 19                                            | 9 oktober 2016                                | Rusland – Costa Rica                          | 3 – 4                                         | Vriendschappelijk                             |                                               |                                               |
| 20                                            | 15 november 2016                              | Costa Rica – Verenigde Staten                 | 4 – 0                                         | WK 2018 kwalificatie                          |                                               |                                               |
| Als speler bij New York City                  |                                               |                                               |                                               |                                               |                                               |                                               |
| 21                                            | 13 juni 2017                                  | Costa Rica – Trinidad en Tobago               | 2 – 1                                         | WK 2018 kwalificatie                          |                                               |                                               |
| 22                                            | 7 juli 2017                                   | Honduras – Costa Rica                         | 0 – 1                                         | Gold Cup 2017                                 |                                               |                                               |
| 23                                            | 11 juli 2017                                  | Costa Rica – Canada                           | 1 – 1                                         | Gold Cup 2017                                 |                                               |                                               |
| 24                                            | 14 juli 2017                                  | Costa Rica – Frans-Guyana                     | 3 – 0                                         | Gold Cup 2017                                 | 79'                                           |                                               |
| 25                                            | 5 september 2017                              | Costa Rica – Mexico                           | 1 – 1                                         | WK 2018 kwalificatie                          |                                               |                                               |
| 26                                            | 6 oktober 2017                                | Costa Rica – Honduras                         | 1 – 1                                         | WK 2018 kwalificatie                          |                                               |                                               |
| 27                                            | 10 oktober 2017                               | Panama – Costa Rica                           | 2 – 1                                         | WK 2018 kwalificatie                          |                                               |                                               |
| 28                                            | 11 november 2017                              | Spanje – Costa Rica                           | 5 – 0                                         | Vriendschappelijk                             |                                               |                                               |
| 29                                            | 14 november 2017                              | Hongarije – Costa Rica                        | 1 – 0                                         | Vriendschappelijk                             |                                               |                                               |
| 30                                            | 23 maart 2018                                 | Schotland – Costa Rica                        | 0 – 1                                         | Vriendschappelijk                             |                                               |                                               |
| 31                                            | 27 juni 2018                                  | Zwitserland – Costa Rica                      | 2 – 2                                         | WK 2018                                       |                                               |                                               |
| 32                                            | 7 september 2018                              | Zuid-Korea – Costa Rica                       | 2 – 0                                         | Vriendschappelijk                             |                                               |                                               |

## Erelijst
| Competitie           |                  |                  |                  |                  |
| Competitie           | Aantal           | Jaren            |                  |                  |
| Portland Timbers     | Portland Timbers | Portland Timbers | Portland Timbers | Portland Timbers |
| -------------------- | ---------------- | ---------------- | ---------------- | ---------------- |
| Major League Soccer  | 1                | 2015             |                  |                  |
| Costa Rica           |                  |                  |                  |                  |
| Copa Centroamericana | 2                | 2013, 2014       |                  |                  |